# Nos conocimos en Estambul
Nos conocimos en Estambul ( en turco: Bir Başkadır  ) es una serie de televisión de transmisión de drama turco de 2020 dirigida por Berkun Oya y protagonizada por Öykü Karayel, Fatih Artman, Funda Eryiğit, Defne Kayalar y Tülin Özen. Se estrenó  en Netflix el 12 de noviembre de 2020 y consta de una temporada con un total de ocho episodios. Está ambientada y rodada en Estambul, Turquía, y cuenta la historia de un grupo de personajes de contextos socioculturales completamente distintos que se encuentran en peculiares circunstancias.

## Trama
La serie narra la historia de Meryem, una limpiadora a tiempo parcial proveniente de una familia conservadora que vive en las afueras de Estambul. Sufre desmayos y consulta a Peri, una psiquiatra cuyo trasfondo es diametralmente opuesto al de Meryem: es educada, rica y secular, y tiene opiniones negativas sobre las personas abiertamente religiosas. Peri misma ve a un terapeuta, con quien se queja del creciente conservadurismo en la sociedad turca. La serie presenta una variedad de personajes, incluido un playboy rico pero deprimido, una familia kurda de clase media, una actriz de telenovelas, una víctima de violación, un ex soldado, un intelectual, y un hodja y su hija lesbiana; todos están conectados de algún modo a través de Meryem, y juntos muestran la diversidad de la sociedad turca.

## Elenco
- Öykü Karayel como Meryem
- Fatih Artman como Yasin
- Funda Eryiğit como Ruhiye
- Defne Kayalar como Peri
- Settar Tanrıöğen como Ali Sadi ( Hoca )
- Tülin Özen como Gülbin
- Gökhan Yıkılkan como Hilmi
- Alican Yücesoy como Sinan
- Bige Önal como Hayrünnisa
- Derya Karadas como Gülan
- Öner Erkan como Rezan
- Nesrin Cavadzade como Melisa
- Nazmi Kırık como Civan
- Gülçin Kültür Şahin como Mesude
- Özge Özel como Canan
- Esme Madra como Burcu
- Aziz Çapkurt como Ramazán
- Cemre Zişan Sağbır como Esma
- Göktuğ Yıldırım como İsmail
- Nur Surer como Feray
- Taner Birsel como Orhan
- Nihal Koldas como la madre de Sinan
- Sinan Tuzcu como actor de telenovelas

## Recepción
La serie ha recibido críticas en su mayoría positivas de la crítica y el público. TRT World l elogió por reunir a muchos personajes y perspectivas; sin embargo, también señaló que la serie "a veces se queda corta". Gazete Duvar también elogió el concepto de la serie y afirmó: "Ethos (título de la serie en inglés) nos ha puesto a todos en la oficina del terapeuta y nos ha pedido que hablemos".